# Sybariet
Een sybariet (uit het Latijnse sybarita en het Griekse Συβαριτης of Συβαρίτης, subaritès) was van oorsprong een inwoner van Sybaris, een Griekse kolonie in het uiterste zuiden van Italië die bekendstond om zijn rijkdom en luxe. De stad zou gesticht zijn in 720 v.Chr. en tegen 510 v.Chr. ten onder zijn gegaan. 
Een voorbeeld van de verhalen over de overweldigende rijkdom van Sybaris is dat ene Smindyrides, een inwoner van de stad, om de hand zou zijn gaan vragen van de dochter van Clisthenes van Sicyon, met een gevolg van duizend slaven waaronder koks en zelfs vissers. De verhalen over deze weeldezucht, die stammen van onder anderen Strabo en Herodotus, moeten wel met een korreltje zout worden genomen. Onpartijdigheid is geen kenmerk van de klassieke geschiedschrijving. Of er inderdaad een inwoner van Sybaris is geweest die de slaap niet kon vatten omdat er een verkreukeld rozenblaadje in zijn bed was gevallen is niet bewezen. En het is een mooie legende dat de stad uiteindelijk op het slagveld het onderspit moest delven omdat de Sybaritische cavalerie zijn paarden had getraind om te dansen op fluitmuziek. Toen de Sybarieten met een enorm leger tegen de concurrerende stad Crotonia optrokken, verdedigden de Crotoniërs zich door flink op hun fluiten te spelen. De Sybarieten konden daartegen niets ondernemen, en ze werden in de pan gehakt. Vandaar dat de term sybariet in verschillende Europese talen in de laatste eeuwen nog weleens gebruikt werd om een decadente wellusteling aan te duiden. 